# Hypogomphia
Hypogomphia là một chi thực vật có hoa trong họ Hoa môi (Lamiaceae).

## Loài
Chi Hypogomphia gồm các loài: